# Секретаріат ЦК КПРС
Секретаріат ЦК КПРС — колективний керівний робочий орган ЦК КПРС. Секретарі ЦК КПРС мали право бути присутніми на засіданнях Політбюро ЦК КПРС з правом нарадового голосу.
Відповідно до Статуту КПРС обирався пленумом Центрального Комітету КПРС для керівництва поточною роботою партії та ЦК.
При Секретаріаті працював апарат ЦК з галузевими відділами, за допомогою якого проводилась вся оперативна діяльність.

## Історія
Секретаріат ЦК як суто робочий орган було створено за рішенням VIII з'їзду РКП (б) у березні 1919 року. Цього ж року положення про Секретаріат було закріплено в Статуті РКП (б). У липні 1988 року Пленум ЦК КПРС ухвалив рішення про перебудову партійного апарату: було вирішено апарат ЦК значно скоротити й ліквідувати в ньому галузеві відділи, скорочували й кількість секретарів ЦК. У листопаді в ЦК КПРС були створені постійні комісії, які очолювали секретарі ЦК. Цей захід фактично призвів до скасування Секретаріату, який більше не збирався на свої засідання, хоча й існував формально до 1991 року.
З 1919 року у складі Секретаріату була встановлена посада Відповідального секретаря, з 1922 — до 1934 — Генерального секретаря, у 1953–1966 — Першого секретаря, а з квітня 1966 — знову Генерального секретаря ЦК КПРС.

## Структура секретаріату
До Секретаріату ЦК з часів Сталіна почали входити не технічні секретарі, а відповідальні партійні керівники, які курирували певні напрямки роботи. Відповідно до цих напрямків секретарі ЦК часто одночасно очолювали ті чи інші відділи ЦК ВКП(б)-КПРС (були завідувачами відділів) або, не очолюючи відділ, координували роботу кількох відділів. Виділялись секретарі, які курирували тільки промисловість, сільське господарство, кадрову роботу, військово-промисловий комплекс. У той же час один секретар міг курирувати культуру, науку, освіту, ЗМІ.

### 2-гі секретарі
Формально такої посади не існувало — другим секретарем вважався секретар, який керував роботою Секретаріату ЦК, заміщав Генерального (Першого) секретаря ЦК партії.
- 1920-ті— 1930 роки — В'ячеслав Молотов
- травень 1945 — травень 1946 — Георгій Маленков
- травень 1946 — серпень 1948 — Андрій Жданов
- 1948–1953 — Георгій Маленков
- 1953–1957 — Михайло Суслов
- 1957–1959 — Олексій Кириченко[1]
- 1959 — Микола Ігнатов[2]
- 1960–1963 — Фрол Козлов
- 1963–1964 — Леонід Брежнєв
- 1964–1965 — Микола Підгорний
- 1966–1982 — Михайло Суслов та Андрій Кириленко
- травень — листопад 1982 — Юрій Андропов
- 1982–1984 — Костянтин Черненко
- 1984–1985 — Михайло Горбачов і Григорій Романов
- 1985–1988 — Єгор Лігачов
- 1988–1990 — Вадим Медведєв
- 1990–1991 — Володимир Івашко — заступник Генерального секретаря ЦК КПРС.